# Чирибикете
Чирибикете (исп. Parque nacional natural Sierra de Chiribiquete) — крупнейший национальный парк Колумбии. Расположен в природном регионе, называемом Амазонский природно-территориальный комплекс, административно разделён между департаментами Какета и Гуавьяре. С 1993 года являлся кандидатом на включение в список всемирного наследия ЮНЕСКО, и в 2018 году получил этот статус.

## Описание
Парк был основан 21 сентября 1989 года, его площадь тогда была определена в 12 000 км². В августе 2013 года его площадь была увеличена почти в два с половиной раза и ныне составляет 27 823,536 км², что сравнимо с площадью Бельгии. 
Примечательно, что решение о значительном расширении площади национального парка было принято спустя несколько дней после заявления соседнего Эквадора, что он намерен разрешить добычу нефти на территории своих национальных парков в Амазонском регионе. 
«Сердцем» парка является одноимённая горная цепь высотой от 200 до 1000 метров над уровнем моря, в пещерах которой в больших количествах обнаружены хорошо сохранившиеся наскальные рисунки первобытного человека (см. Abrigos rocosos de Chiribiquete). Крупнейшую коллекцию наскальной живописи в тропических лесах Амазонки на скальном массиве Серранья-Ла-Линдоса в департаменте Гуавьяре (национальный парк Чирибикете) назвали «Сикстинская капелла древних времён» (“the Sistine Chapel of the ancients”). На одной из скал было найдено изображение мастодонта, вымершего в Южной Америке как минимум 12 тыс. л. н. Для трёх скальных убежищ получены калиброванные датировки между ~12 600 и ~11 800 лет до настоящего времени. Также в Ла-Линдосе нашли изображения гигантского наземного ленивца, хоботного гомфотерия, лошади и трёхпалых копытных макраухений с хоботом.
По территории парка протекает более десятка рек, наиболее крупные из них — Апапорис, Месай и Яри, все являющиеся притоками реки Какета.
Температура в течение всего года практически постоянна и составляет 24° С. В среднем в год выпадает 4500 мм дождя.

### Фауна
Из фауны Чирибикете можно отметить обитающих здесь ягуаров, тапиров, южноамериканскую гарпию. Обнаружены 355 видов птиц, в том числе колибри видов Chlorostilbon olivaresi и Discosura longicaudus. В парке обнаружены 48 видов летучих мышей, в том числе бесхвостый длиннонос и ямайский листонос. Здесь обитают 7 видов приматов (в том числе мирикина Спикса), 3 вида выдр, 8 видов грызунов, 4 вида кошачьих. В реках парка встречается белый дельфин и амазонский дельфин; в тех же реках обнаружены 79 видов рыб (по убыванию численности: харацинообразные, сомообразные, окунеобразные, скатообразные). Из насекомых в парке найдены 72 вида жуков, 313 видов бабочек, 261 вид муравьёв, 43 вида комаров, 7 видов стрекоз.
В целом, территория парка, в связи с труднодоступностью, исследована мало, поэтому его фауна намного разнообразнее.

## Галерея

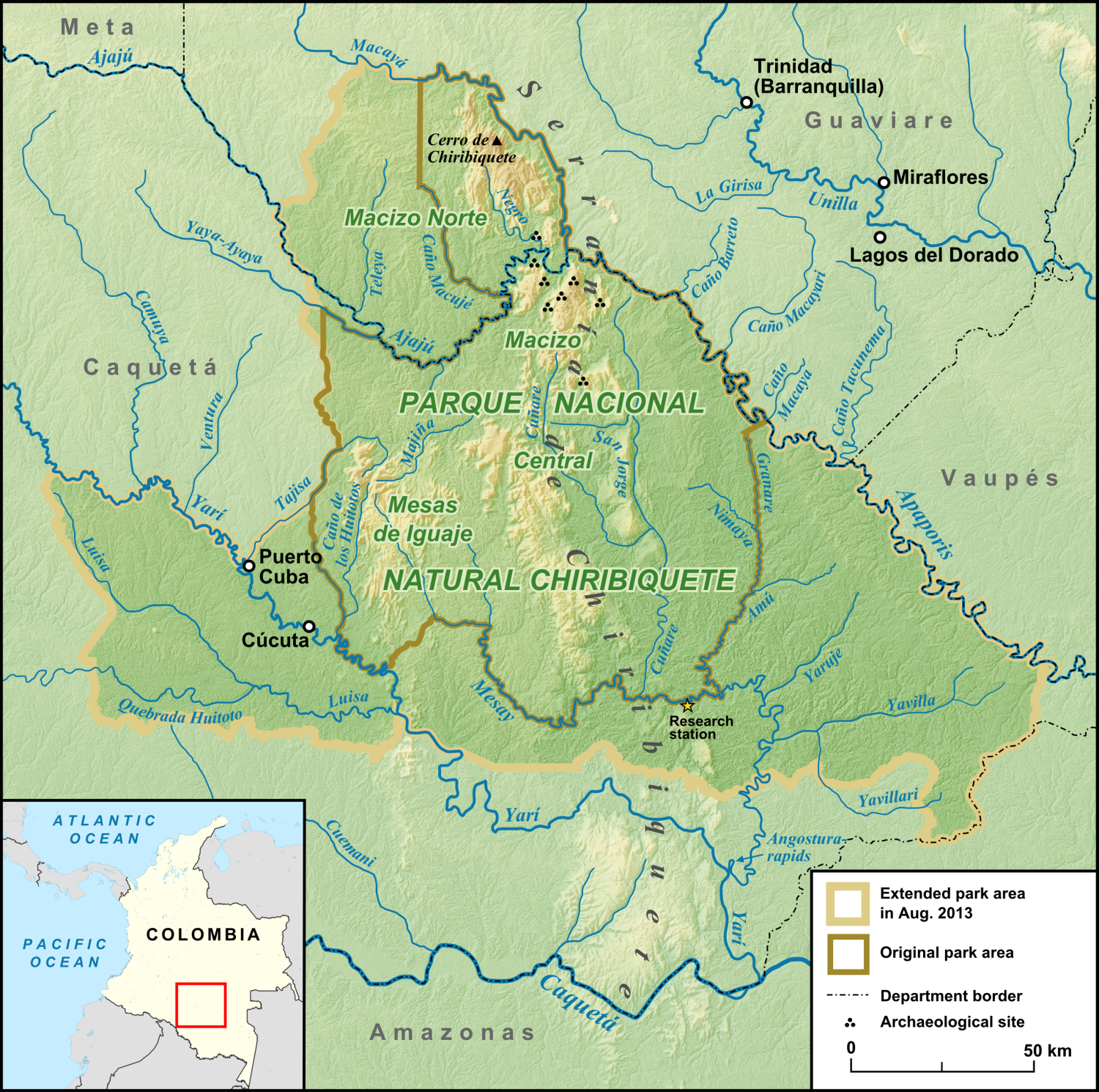
Карта парка с указанием его старых и новых, значительно расширенных в августе 2013 года, границ.
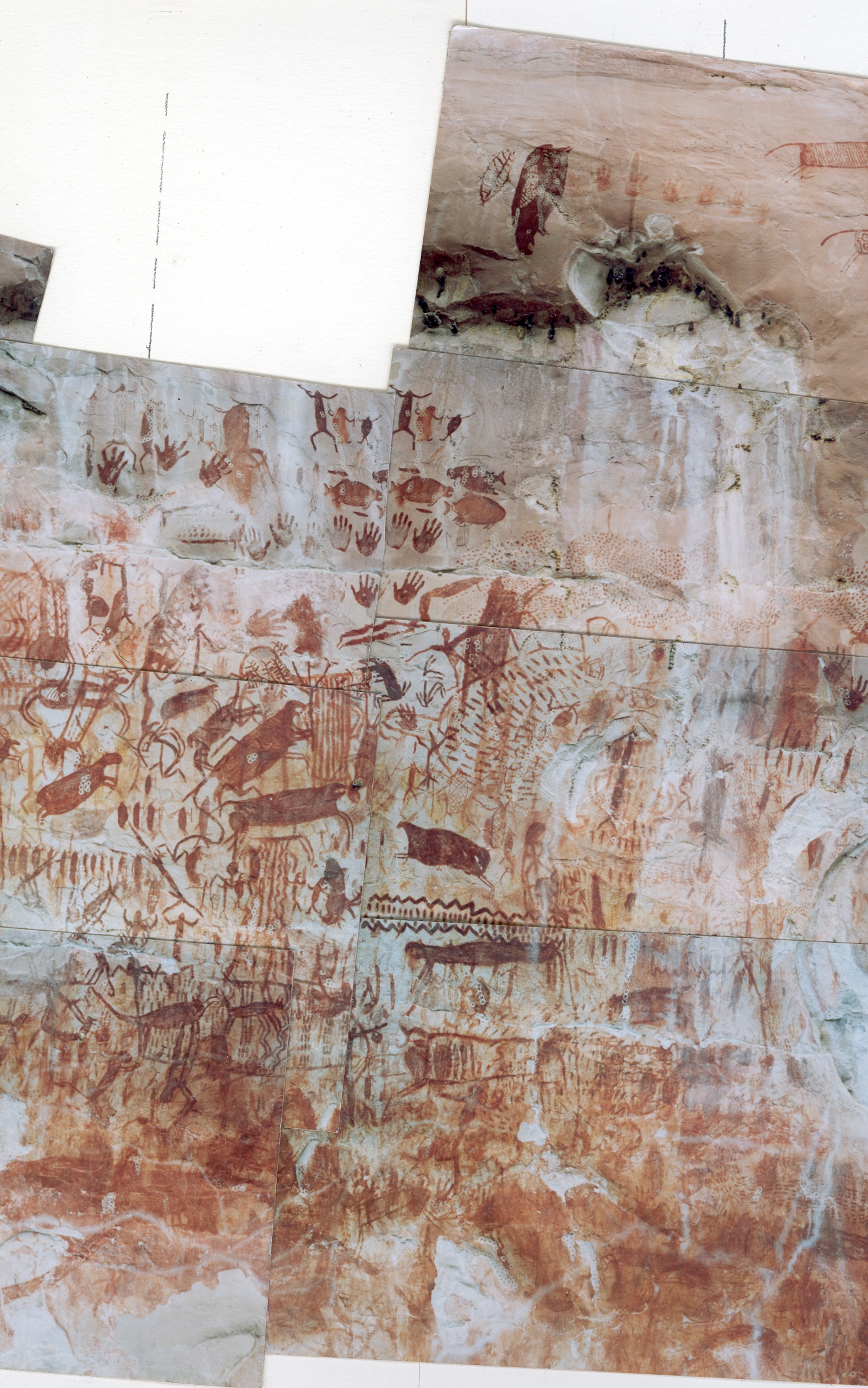
Пиктограмма
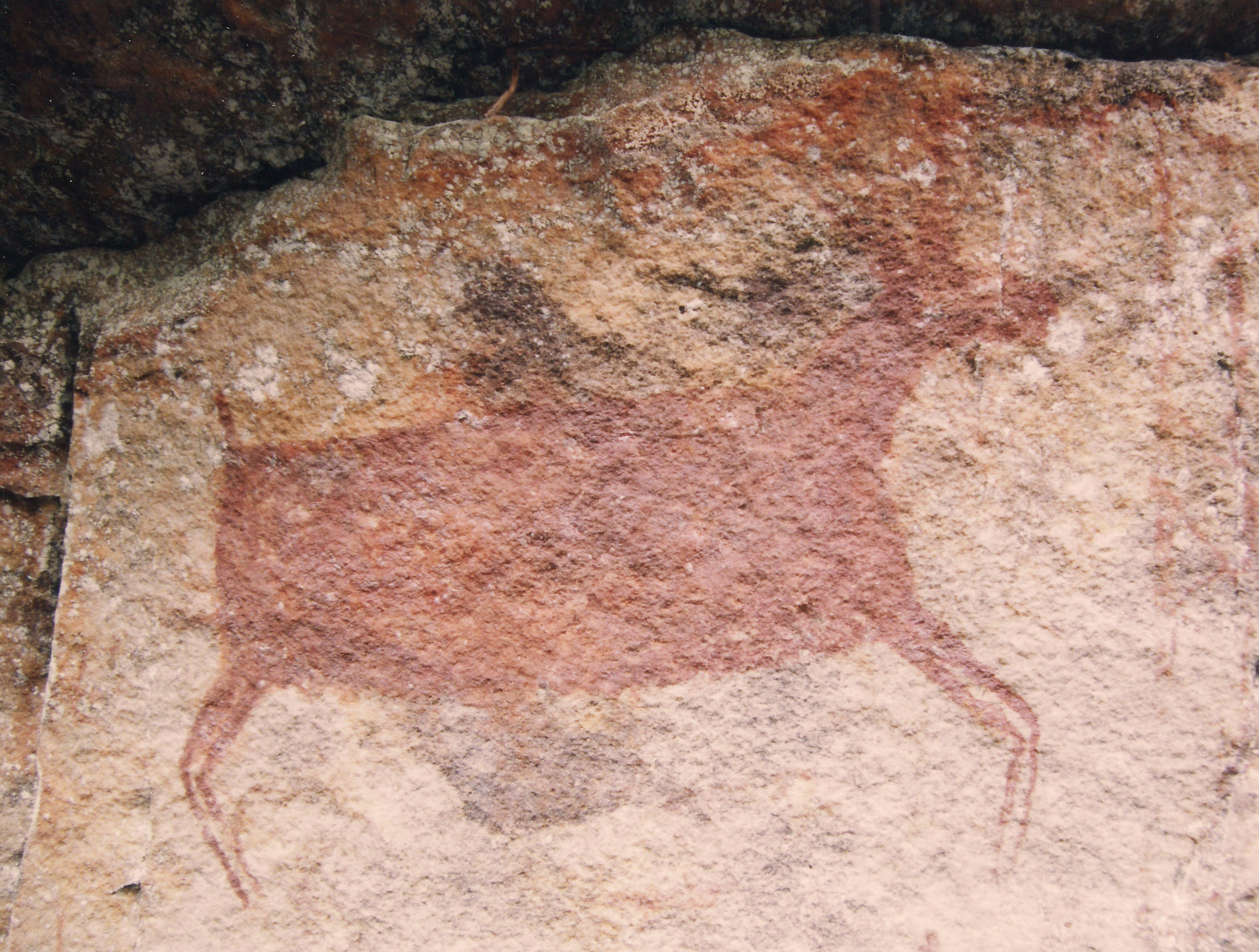
Пиктограмма, возможно лошадь
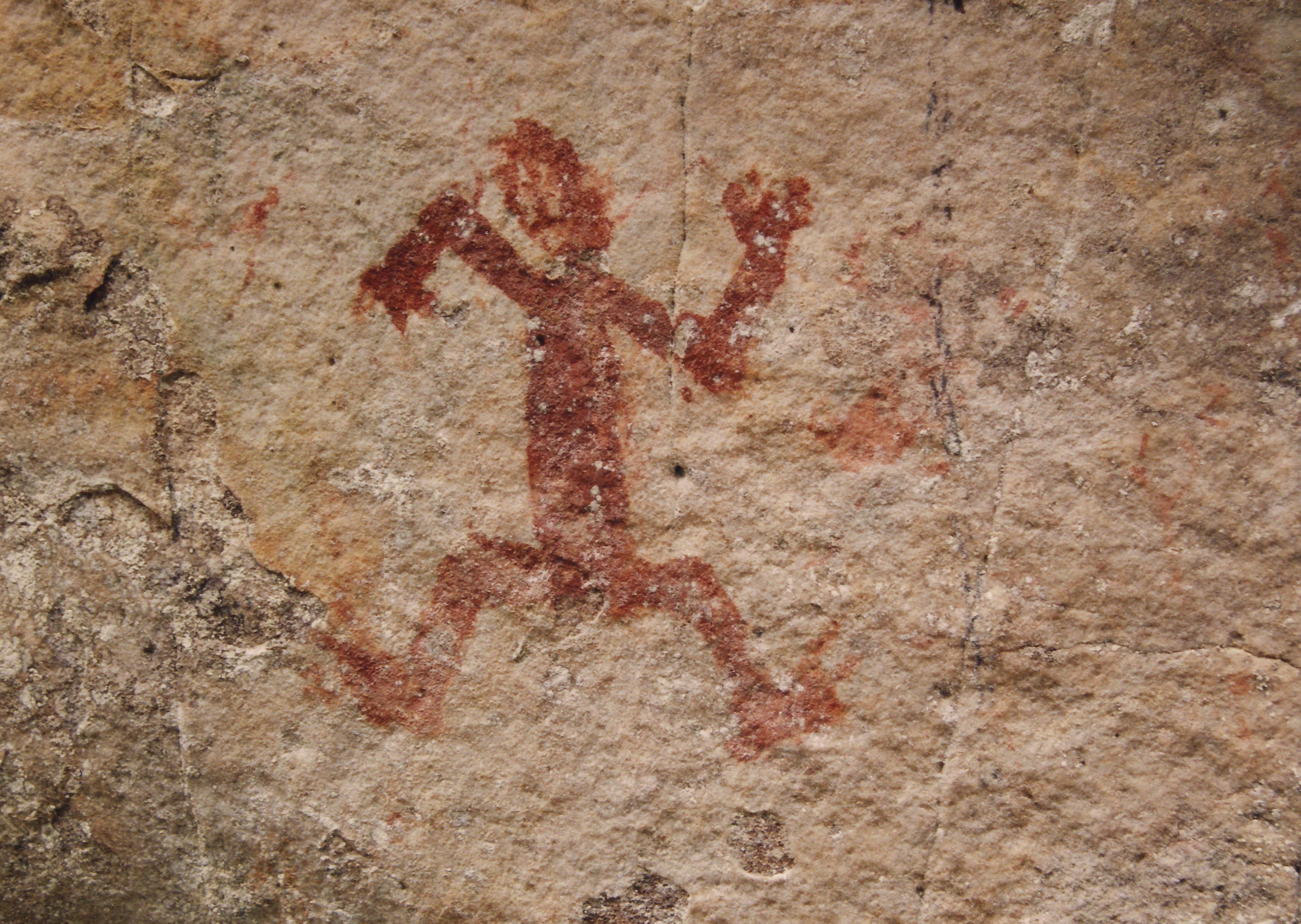
Пиктограмма, человек
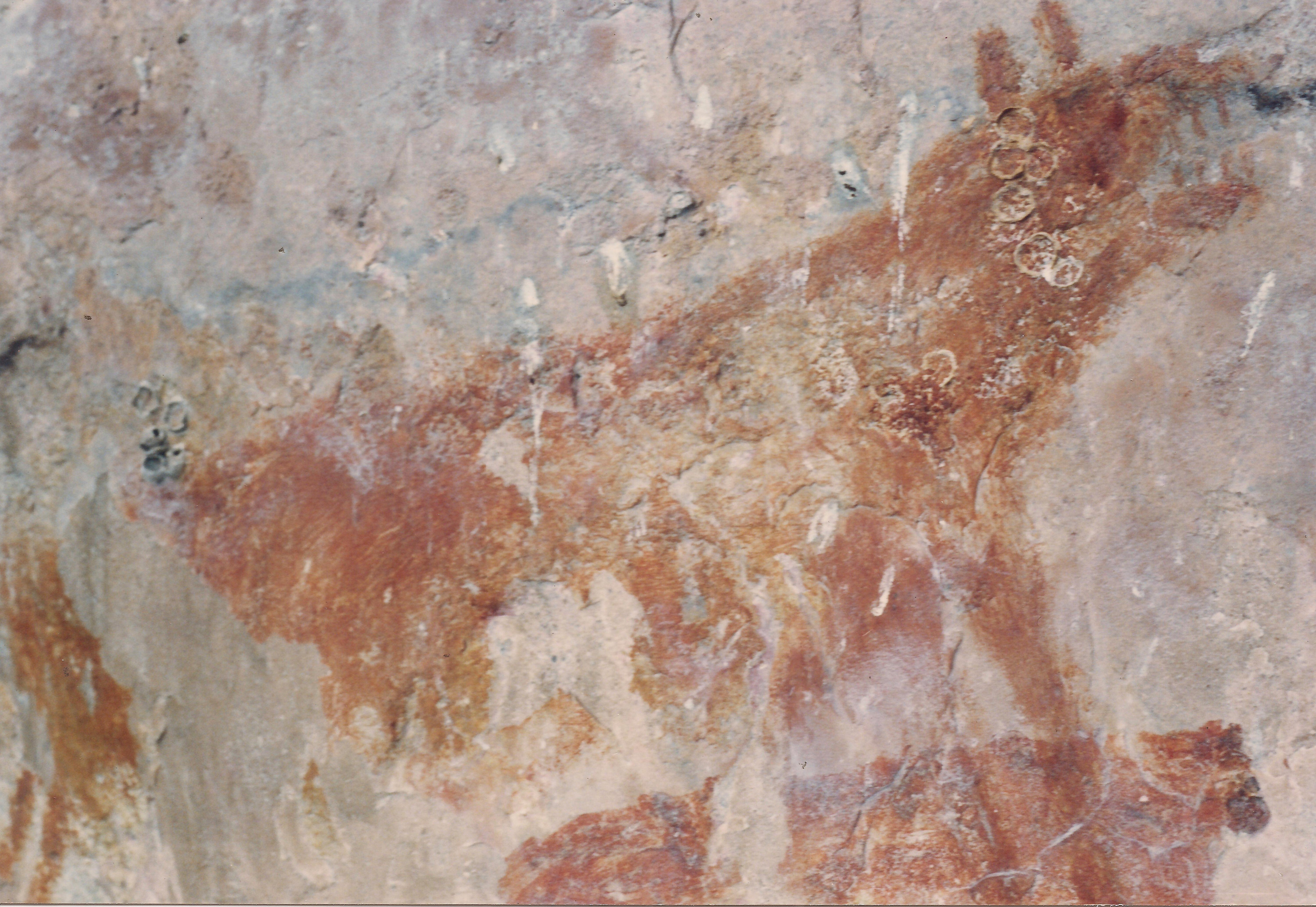
Пиктограмма, возможно млекопитающие